# Vierte Norwegische Antarktisexpedition
Die Norwegische Antarktisexpedition 1968–1969 (NorAE 1968–1969) war eine vom Norwegischen Polarinstitut finanzierte Forschungsreise in die Antarktis. Ziele der Expedition waren die kartografische Erfassung sowie geologische und glaziologische Untersuchungen der Kraulberge (norwegisch Vestfjella) im westlichen Königin-Maud-Land.
Die Expeditionsmannschaft setzte sich aus dem Geologen und Expeditionsleiter Thore Schanke Winsnes (1922–2012), dem Geologen Audun Hjelle, dem Glaziologen Torbjørn Lunde, dem Topografen Dag Norberg, dem Geodäten Ola Steine und dem Funker Kåre M. Bratlien zusammen. Die Expedition startete am 22. August 1968 auf der McMurdo-Station, von der aus die Teilnehmer durch die United States Navy in das Zielgebiet geflogen wurden. Die Untersuchungen im Zielgebiet begannen nach der Errichtung des Basislagers Norway I. Die Expedition endete am 20. Januar 1969 mit dem Rücktransport der Teilnehmer zur McMurdo-Station.